# Emanuel Rost (1816–1889)

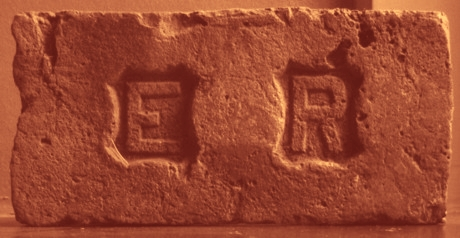
XIX-wieczna cegła sygnowana literami ER = Emanuel Rost

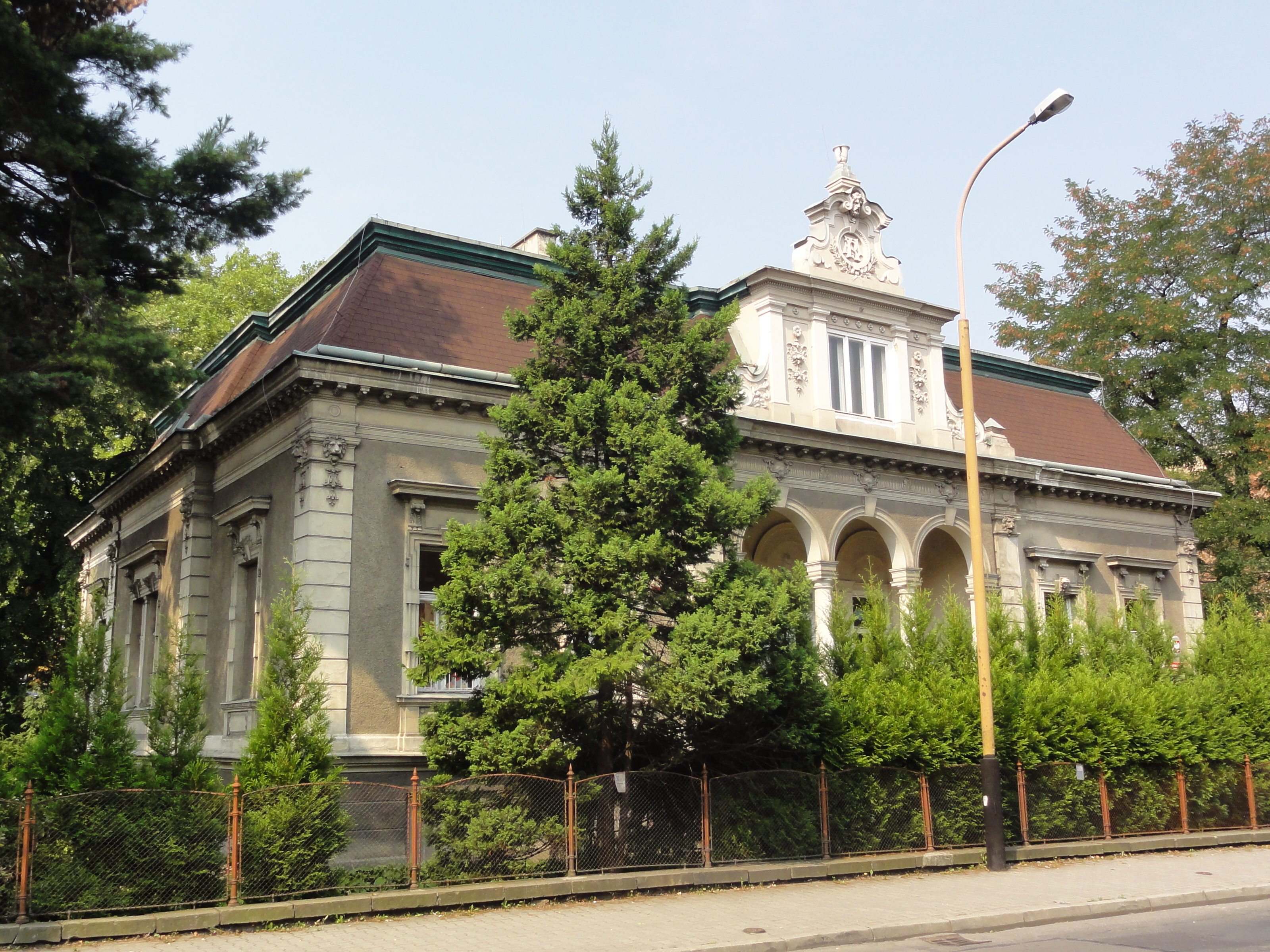
Willa własna Emanuela Rosta seniora, stan współczesny.

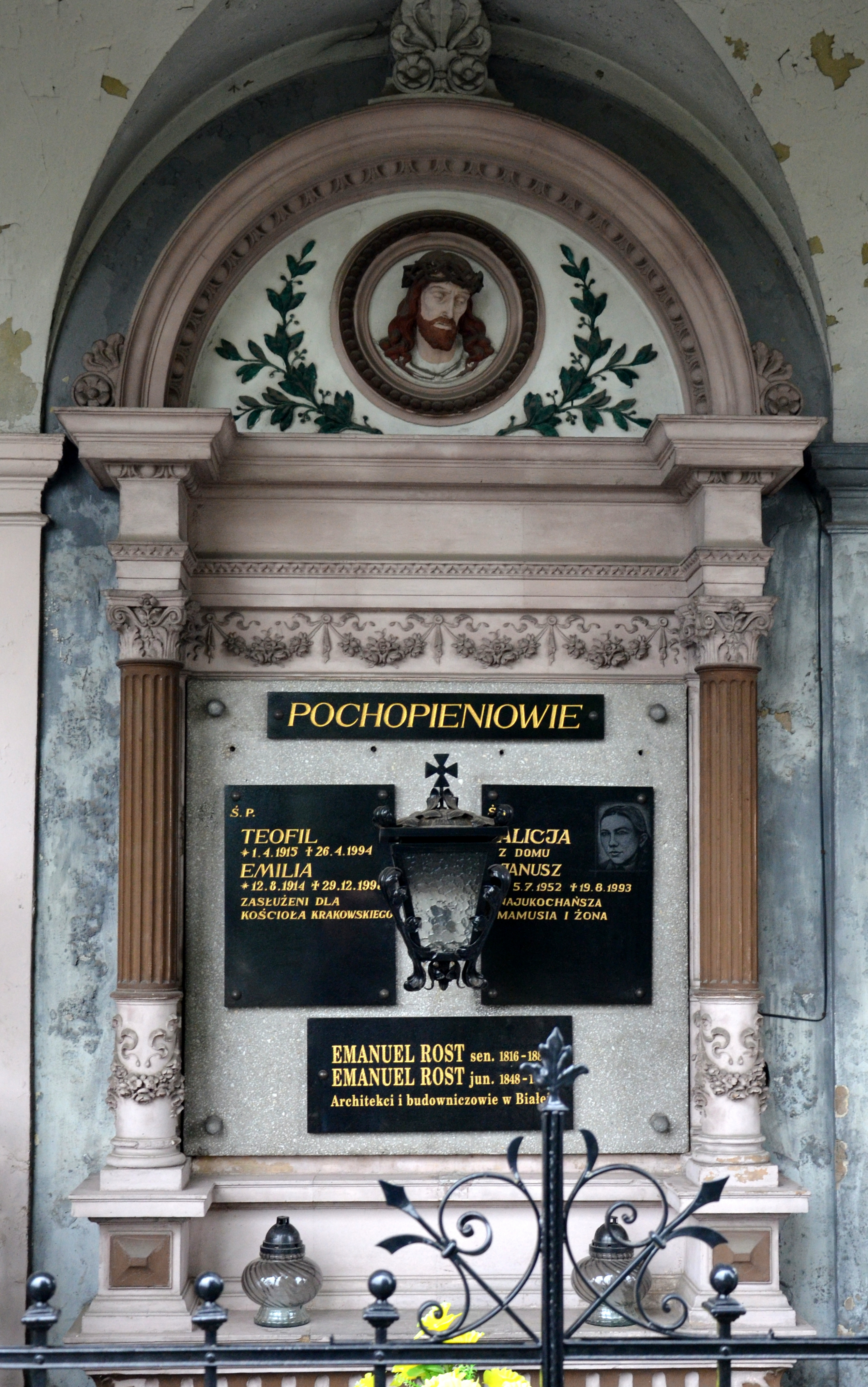
Grobowiec Rostów na cmentarzu katolickim w Białej.

Emanuel Rost senior (ur. 28 marca lub 16 grudnia 1816 w Pradze lub Čimelicach, zm. 12 maja 1889 w Białej) – austriacki architekt i przedsiębiorca związany z obszarem dzisiejszego Bielska-Białej.
Pochodził z Czech właściwych, jako miejsce urodzenia podaje się Pragę lub południowoczeską wieś Čimelice. Studiował na Politechnice Czeskiej w Pradze, uzyskał wykształcenie budowniczego i geometry. Około roku 1847 został geometrą dworu w Łodygowicach na ziemi żywieckiej. W 1852 r. założył firmę budowlaną w leżącym przy granicy Galicji i Śląska Austriackiego miasteczku Biała, z którym związał całe późniejsze życie.
Zaprojektował szereg budynków mieszkalnych, gmachów użyteczności publicznej i obiektów przemysłowych w stylu historyzmu w Bielsku, Białej i okolicach. Do najważniejszych jego realizacji należą:
- wieża kościoła Zbawiciela w Bielsku (1852, przebudowana później wg projektu Friedricha i Karla Schultzów)
- dom cechowy sukienników w Bielsku (1857, nieistniejący budynek przy obecnym pl. F. Smolki)
- wieża zamku książąt Sułkowskich w Bielsku (1860)
- kamienica Benjamina Holländera w Bielsku (1862, obecnie ul. Cechowa 12)
- ewangelickie seminarium nauczycielskie w Bielsku (1863, obecnie siedziba Wyższej Szkoły Administracji przy pl. M. Lutra 7)
- szkoła ludowa w Łodygowicach (1866)
- niektóre zabudowania fabryki Strzygowskich w Leszczynach (przed 1870, późniejsze ZPW Welux w miejscu obecnego centrum handlowego Gemini Park)
- szkoła ewangelicka w Białej (1870, obecnie Szkoła Podstawowa nr 10 przy ul. Komorowickiej 13)
- willa Carla Johanna Bartelmussa w Bielsku (przed 1872, obecnie ul. Zdrojowa 6)
- szkoła katolicka w Białej (1874, obecnie Szkoła Podstawowa nr 9 przy ul. J. Piłsudskiego 47)
- gmach szkół średnich w Bielsku (1883, obecnie siedziba Zespołu Szkół Elektrycznych, Elektroniczych i Mechanicznych przy ul. J. Słowackiego 24)
- przebudowa kościoła Opatrzności Bożej w Białej (1887)
- willa Karla Wenzla w Bielsku (1888, obecnie ul. Z. Krasińskiego 26)
- willa własna w Białej (przed 1889, obecnie Żłobek nr 2 przy ul. Legionów 21)
- willa Eduarda Zipsera w Mikuszowicach Śląskich (1889, obecnie ul. Bystrzańska 52)

Równolegle do działalności projektanckiej prowadził firmę budowlaną. Na przełomie 1870 i 1871 r. założył w Białej cegielnię parową. W roku 1880 otrzymał srebrny medal na wystawie przemysłowej w Cieszynie. W latach 1873–1878 był radnym miejskim Białej.
Zmarł w wieku 73 lat, pochowany został na bialskim cmentarzu katolickim. Z żoną Marią z domu Hausler (pochodzącą z Pragi) miał trójkę dzieci: zmarłą w niemowlęctwie córkę Bertę (1860) oraz synów Karla (1857–1919) i Emanuela juniora (1848–1915), który z powodzeniem kontynuował tradycje architektoniczne ojca.